# Tim Breithaupt
Tim Breithaupt (* 7. Februar 2002 in Offenburg) ist ein deutscher Fußballspieler. Der defensive Mittelfeldspieler steht derzeit beim FC Augsburg unter Vertrag.

## Karriere

### Verein
Breithaupt begann in seinem Heimatort beim SV Nesselried mit dem Fußballspielen. Als 11-Jähriger wechselte er in die Jugend des Offenburger FV. Ab der U-13 spielte er für den SC Freiburg und schloss sich 2017 der Jugend des Karlsruher SC an. In der Folge durchlief er dort sämtliche Jugendmannschaften bis zur U-19. Nach seinem Abitur am Otto-Hahn-Gymnasium Karlsruhe reiste Breithaupt im Sommer 2020 mit dem Profikader des KSC ins Sommertrainingslager. In der folgenden Saison 2020/21 stand er am 6. Spieltag zum ersten Mal im Zweitligakader des KSC, kam aber zunächst zu keinem Einsatz. Sein Profidebüt in der Zweiten Bundesliga gab er, als er am 2. Januar 2021 beim 4:2-Auswärtssieg gegen die Würzburger Kickers von Trainer Christian Eichner in der 86. Spielminute für Jerôme Gondorf eingewechselt wurde.
Seit der Bundesliga-Saison 2023/2024 steht Breithaupt beim FC Augsburg unter Vertrag.
Im Winter 2025 wechselte er bis zum Ende der laufenden Saison in die zweite Liga per Leihe zum 1. FC Kaiserslautern.

### Nationalmannschaft
Am 11. November 2021 gab er unter Trainer Christian Wörns sein Debüt in der deutschen U20-Nationalmannschaft bei einem Testspiel gegen Frankreich. Er bestritt seit 2021 für die U20 und U21 des DFB bis September 2023 insgesamt acht Spiele.